# Zentrum für Aktion, Kultur und Kommunikation
Das soziokulturelle Zentrum für Aktion, Kultur und Kommunikation (zakk) in Düsseldorf auf der Fichtenstraße 40 ist eines der ältesten und größten seiner Art in Deutschland. Seine Gründung im Jahre 1977 sollte die damals so genannte Mitmachkultur bzw. kulturelle Teilhabe für alle ermöglichen. Seit Anfang der 1980er Jahre wird in einer umgebauten Fabrikhalle im Stadtteil Flingern ein regelmäßiges Kulturprogramm organisiert.
Das Programm setzt sich zusammen aus den Schwerpunkten Wort und Bühne, Politik & Gesellschaft, Musik und verschiedenen Projekten, hinzu kommen Discos und Veranstaltungen zu den neuen Medien/Internet. Zu über 900 großen und kleinen Veranstaltungen kamen 2017 mehr als 150.000 Besucher.
Als soziokulturelles Zentrum verfolgt das zakk den Ansatz, Kultur und Gesellschaft nicht zu trennen, sondern gesellschaftspolitische Inhalte mit kulturellen Mitteln zu thematisieren und mit ästhetischem Genuss zu verbinden.
Von 2004 bis 2022 wurde das Kulturzentrum von Jochen Molck geleitet.